# Robert Lloyd
Robert Andrew Lloyd (Southend-on-Sea, 2 marzo 1940) è un basso inglese.
Inizialmente ha tentato la carriera di storico, per poi dedicarsi al canto all'età di 28 anni. Nel 1972 è stato nominato Principal Bass al Covent Garden di Londra, dove ancora oggi canta Mozart, Verdi e Wagner.
Robert Lloyd ha inoltre cantato al Teatro alla Scala di Milano; L'olandese volante e Parsifal di Wagner sotto la direzione di Riccardo Muti, alla San Francisco Opera; Don Carlos di Verdi e L'incoronazione di Poppea di Monteverdi, all'Opera di Chicago; Simon Boccanegra con la direzione di Daniele Gatti, alla Deutsche Opera di Berlino; Tristan und Isolde, al NetherlandsOpera; Pelléas et Mélisande e Tristan und Isolde, al Festival di Salisburgo dove cantò i suoi primi ruoli mozartiani.
È apparso in una rappresentazione televisiva de Il castello del principe Barbablù di Béla Bartók sulla BBC2, che ha ricevuto il Royal Philharmonic Society Award per la televisione e da cui è stato tratto un DVD (Warner Classic, 1988). Robert Lloyd è stato nominato Commendatore dell'Impero Britannico (CBE) dalla regina Elisabetta II.